# 阿西魯帕特哈尼亞山
16°16′3″S 69°8′39″W / 16.26750°S 69.14417°W

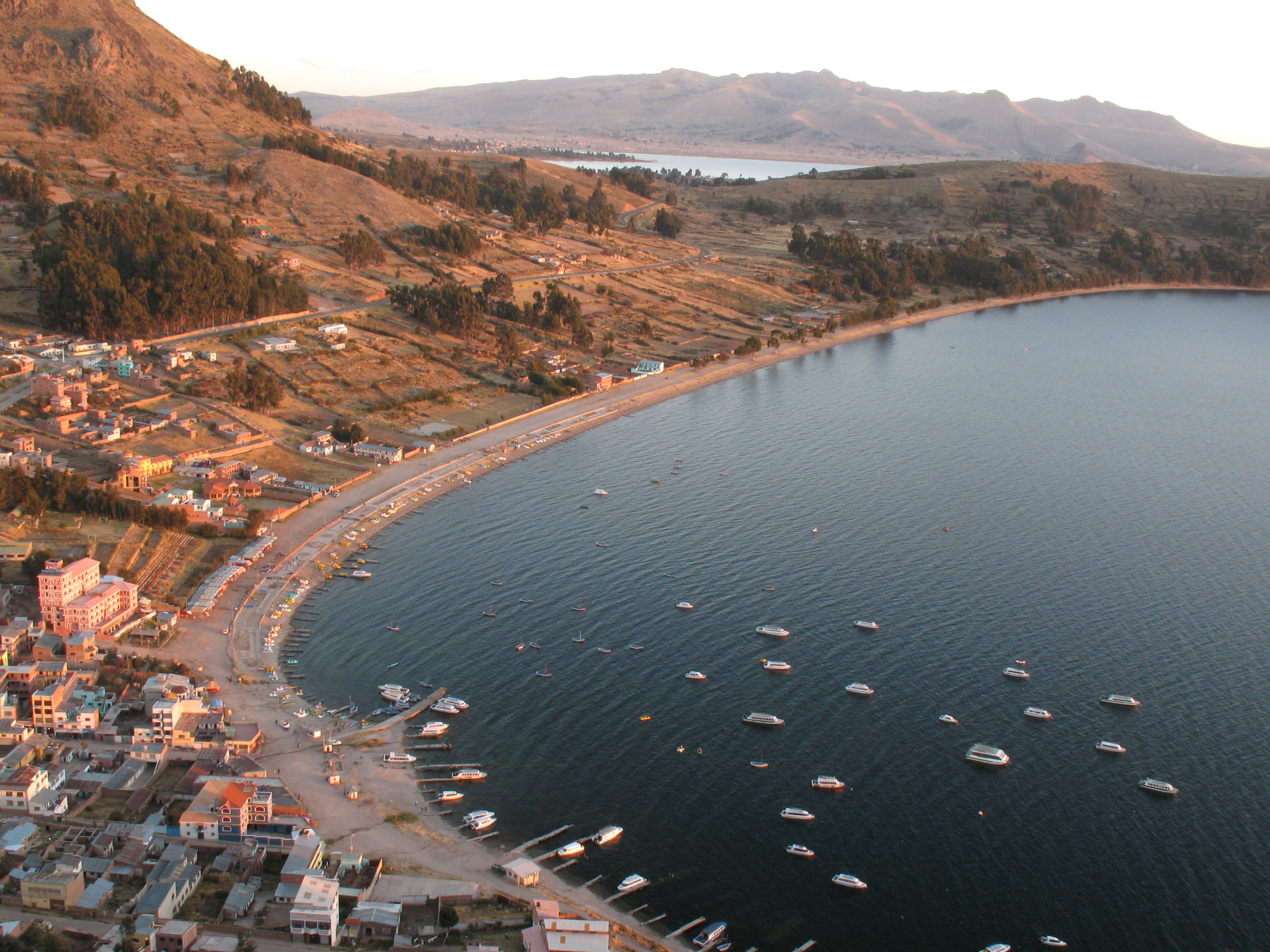

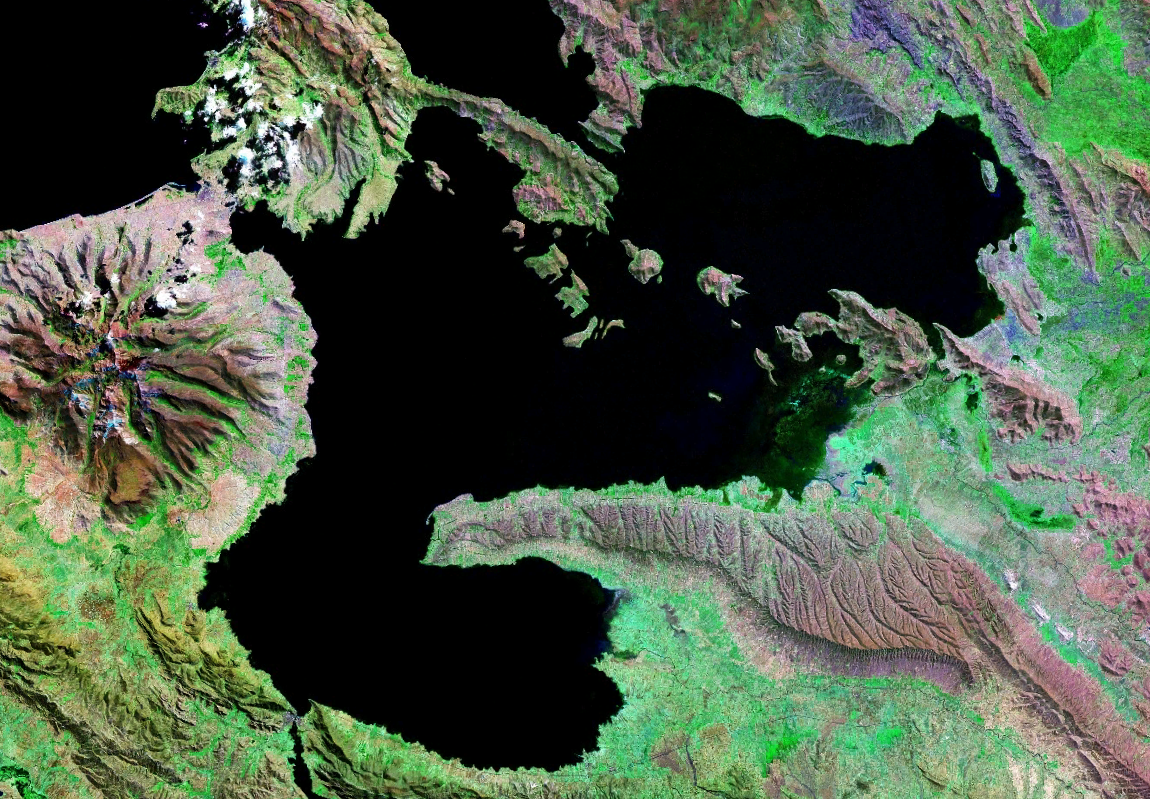

阿西魯帕特哈尼亞山（Asiru Phat'jata），是秘魯的山峰，位於該國南部庫斯科大區的永古約省，處於卡皮亞山以北、的的喀喀湖附近，海拔高度3,895米。